# Église Saint-Roch (Barranquilla)
Pour les articles homonymes, voir Église Saint-Roch.
L'église Saint-Roch, ou temple de Saint-Roch, est une église néogothique de culte catholique romain située dans le quartier San Roque, à Barranquilla en Colombie.

## Localisation et dimensions
L'église se situe au nord de la Colombie dans la ville de Barranquilla, dans le quartier de Saint-Roch (en espagnol : barrio San Roque).

## Histoire

### Précédents
En 1849, Barranquilla, qui compte alors environ 5 600 habitants, est touchée par une épidémie de choléra. Les cadavres jonchant les rues, un groupe de philanthropes décide de créer la Société de secours de Barranquilla (en espagnol : Sociedad de Socorro de Barranquilla) afin de résoudre humanitairement la situation. Dans un même temps, de nombreux habitants, désespérés, décident d'effectuer un pèlerinage vers la résidence de la famille Blanco (située entre la carrera Progreso et la calle 31) qui détient une image de Roch de Montpellier. En procession, ils promettent d'ériger un temple en l'honneur du Saint si ce dernier répond à leurs prières de demande de protection.

### Première construction
À la fin de l'épidémie de choléra, les survivants demandent au gouverneur de la province de Sabanilla l'autorisation de construire une église en l'honneur de Saint Roch, dans le district sud de la ville. Barranquilla est alors divisée en deux districts paroissiaux par l'ordonnance du 10 octobre 1852 de la Chambre de la province de Sabanilla, celui de San Nicolás au nord et celui de San Roque au sud,. L'église, dont la première pierre est posée par le Père Rafael Ruiz le 31 octobre 1853, est financée par souscription publique et grâce aux fonds recueillis dans le quartier auprès des habitants. Elle est initialement construite sur une surface de 23 mètres de long pour 19 mètres de large et, après quatre ans de travaux, est inaugurée le 15 août 1857,. L'édifice de culte catholique romain et de style néo-gothique florentin est nommé en honneur à Saint Roch de Montpellier. Cependant, l'église s'effondre le 1er janvier 1867.

### Deuxième construction
Mgr Jose Romero, évêque de Santa Marta, signe un décret le 30 juillet 1881 permettant la création de la nouvelle paroisse de Saint-Roch et, à la fin de l'année 1899, les plans du nouveau temple sont réalisés par le Père Manuel de la V. Coronel. Les travaux de l'édifice, dont la première pierre est posée par Mgr Pedro Adán Brioschi le 1er janvier 1900, durent quatorze ans.

## Protection
L'église Saint-Roch est déclarée monument national par le Congrès de la République de Colombie selon la loi no 260 du 17 janvier 1996,.

## Description

### Extérieur
L'entrée principale de l'édifice est encadrée par une porte gothique en bois sculpté, au-dessus de laquelle se trouve le tympan. La porte et les fenêtres sont surmontées d'arcades ogivales.